# Difenylmethan
Difenylmethan je průhledná, olejovitá organická chemická látka se vzorcem (C6H5)2CH2. Jedná se o molekulu methanu, kde jsou 2 vodíky nahrazeny fenylovou skupinou, resp. dvě benzenová jádra propojená methylenovým můstkem.

## Výroba
Tato látka se průmyslově vyrábí reakcí formaldehydu za přítomnosti koncentrované kyseliny sírové s benzenem:
2C6H6 + CH2O —H2SO4→ C13H12 + H2O
Tato reakce probíhá za zvýšené teploty a tlaku. Při reakci vznikají směsi polymerů, ty se dále oddělí destilací.
Laboratorně lze vyrobit reakcí benzylchloridu s benzenem za přítomnosti chloridu hlinitého:
C6H6 + C6H5CH2Cl —AlCl3→ HCl + C13H12

## Využití
Tato látka se používá na další syntézy.